# سافران
سافران (به فرانسوی: Safran) شرکت صنایع هوافضایی و صنایع جنگ‌افزاری چندملیتی فرانسوی است، که در زمینه طراحی، توسعهٔ فناوری و تولید انواع موتور هواگرد، موتور موشک، تجهیزات الکترونیکی، ادوات نظامی، سامانه‌های اویونیک، سامانه‌های ناوبری، ماهواره و دستگاه‌های امنیتی فعالیت می‌کند.
گروه سافران در سال ۲۰۰۵ با ادغام بخش هوافضای شرکت اسنِکما و بخش تجهیزات امنیتی شرکت ساژم تأسیس شد. دفتر مرکزی این شرکت در شهر پاریس قرار دارد و بخشی از سهام آن در بازار بورس یورونکست پاریس معامله می‌شود و جزئی از شاخص کاک ۴۰ به‌شمار می‌آید.

## نگارخانه

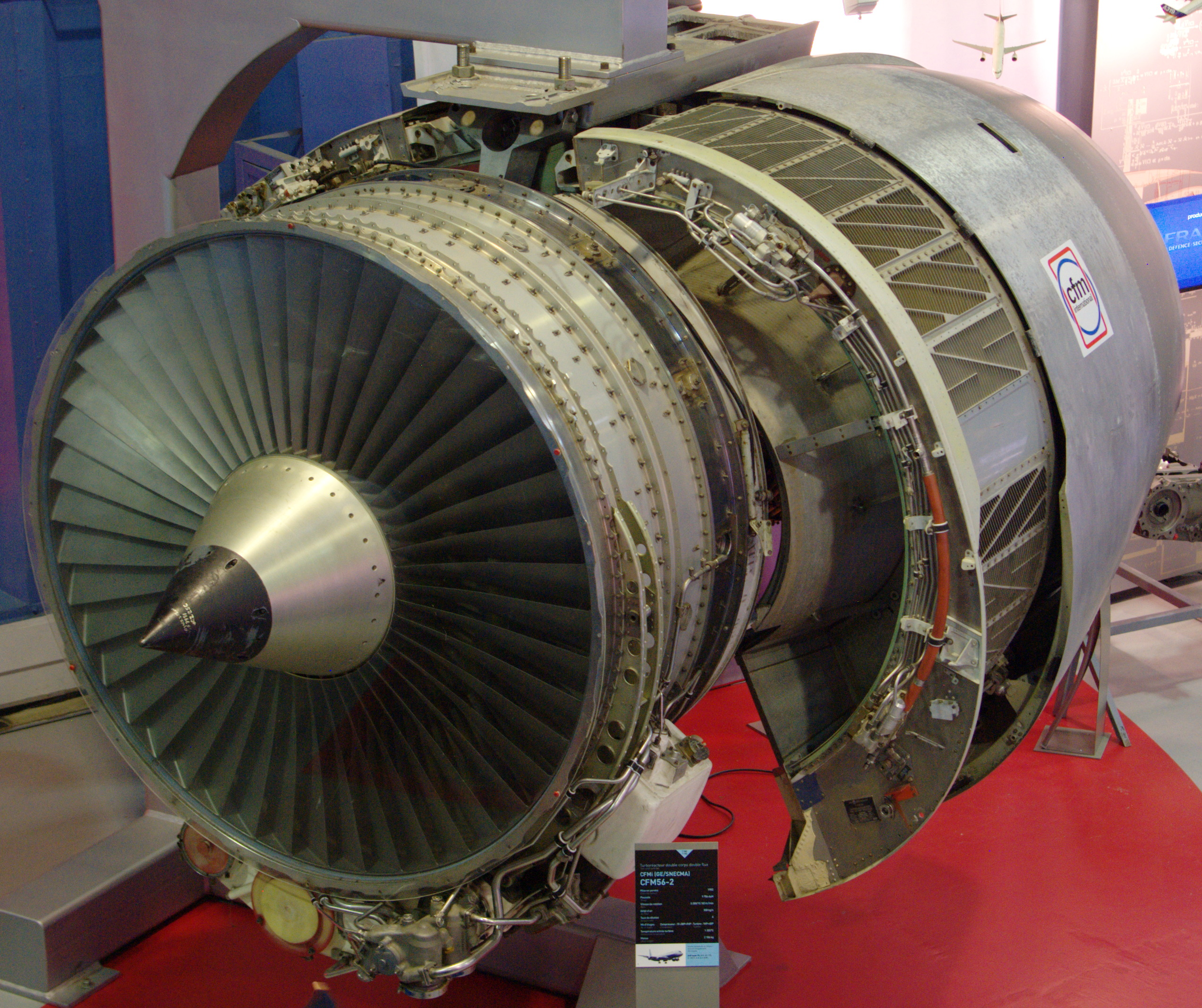
سی‌اف‌ام۵۶، پرفروش‌ترین موتور هواگرد توربوفن در تاریخ که به صورت ۵۰–۵۰ میان سافران و جنرال الکتریک تولید شد.
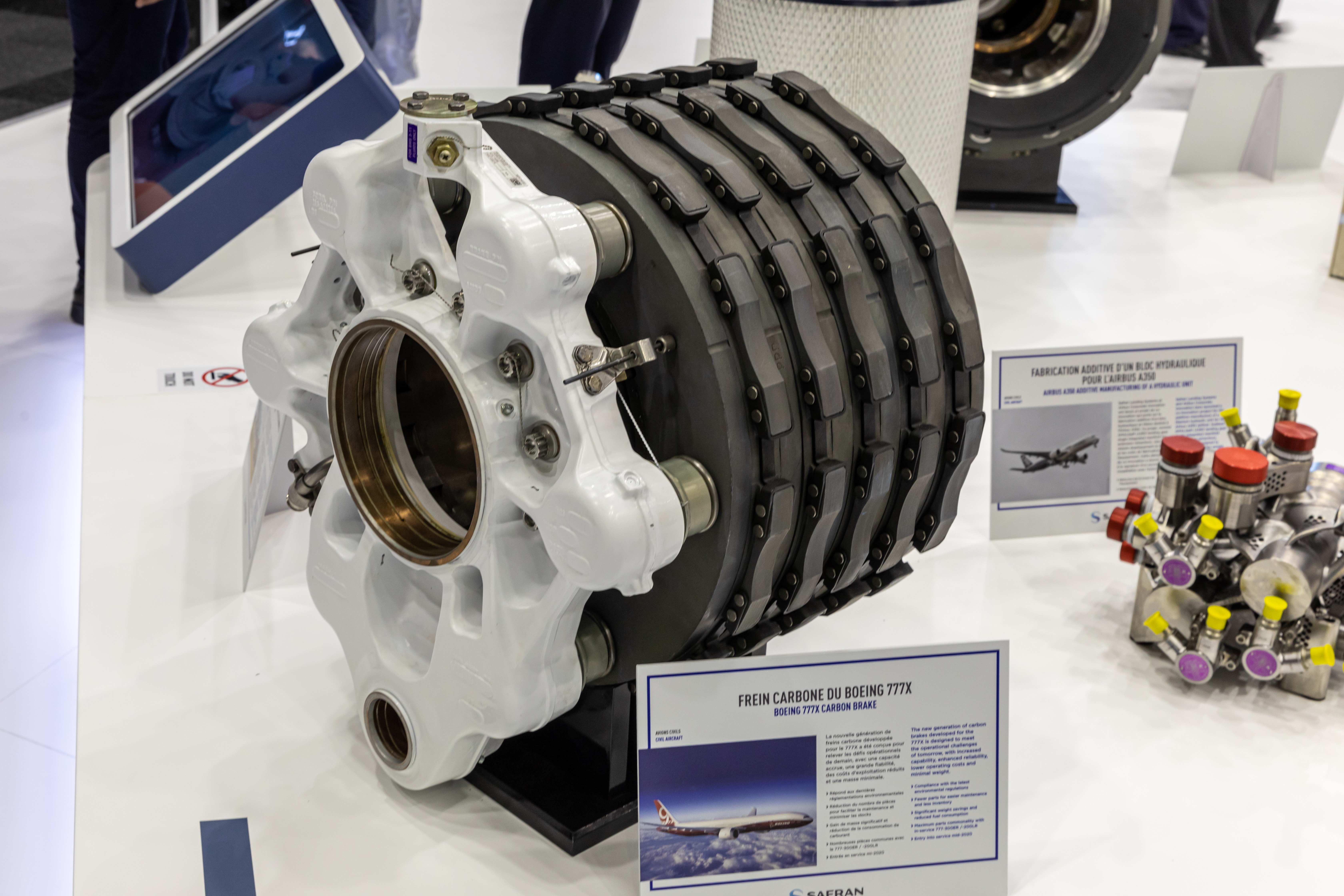
ترمزهای کربنی بوئینگ ۷۷۷اکس، ساخت سافران لندینگ سیستمز
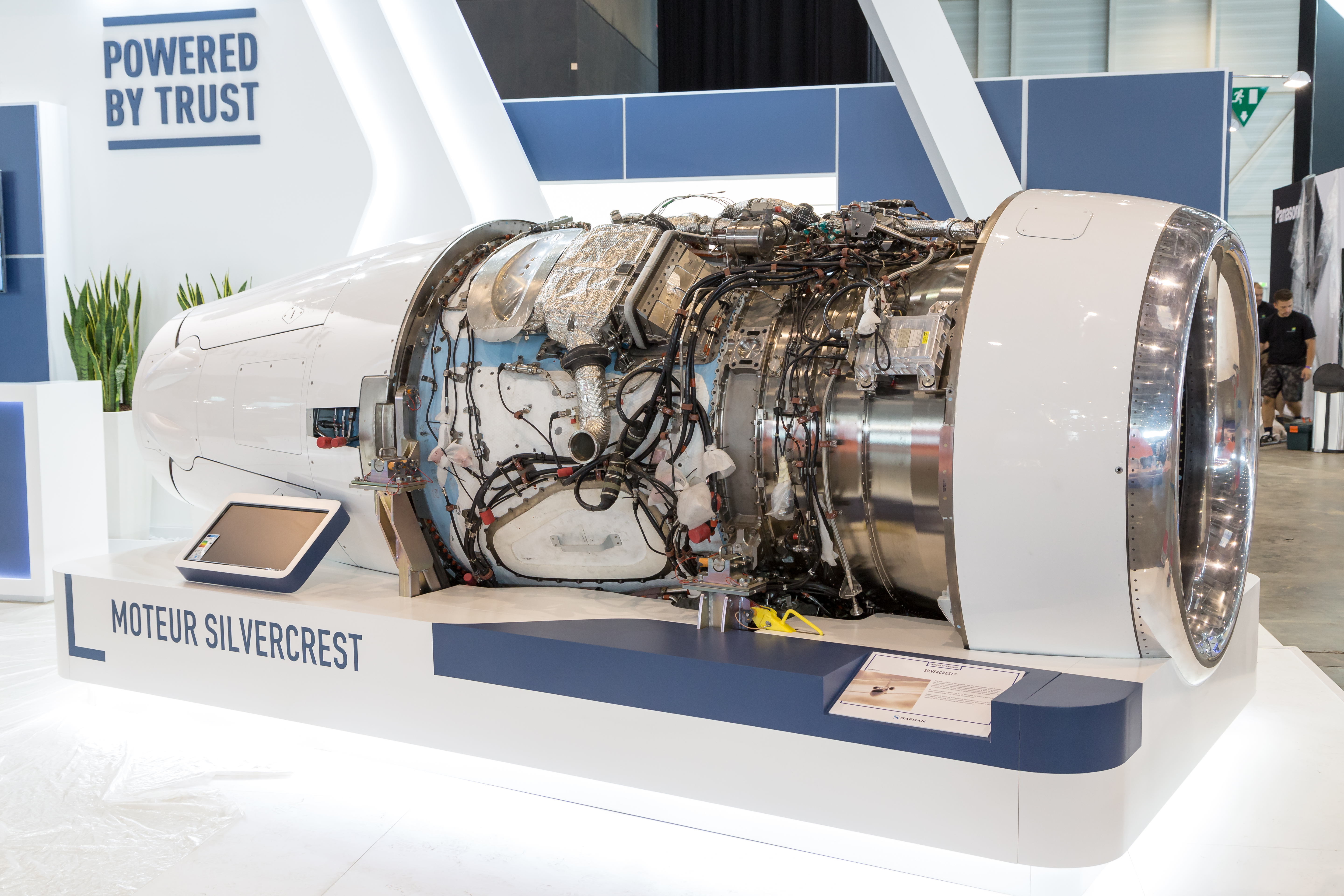
موتور هواگرد سافران سیلورکرست